# Messier 25
Messier 25 (M 25 sau IC 4725) este un roi deschis situat în constelația Săgetătorul. A fost descoperit de către Philippe Loys de Chéseaux în 1745, iar Charles Messier l-a inclus în catalogul său în 1764.

## Descriere
Roiul numără cel puțin 86 de stele, dintre care două stele gigante de tip spectral G, cât și o stea variabilă cefeidă denumită U Sagittarii, descoperită în 1956 și care are o perioadă de 6,74 de zile. Viteza radială a stelelor care compun roiul este în medie de −1,8 km/s (Kharchenko 2005, COCD Catalog). Este posibil, de asemenea, să fie observate două gigante de tip M, însă măsurătorile vitezei lor radiale au arătat că ele nu ar face parte din M 25, acestea neafându-se vizual decât printr-un efect optic.
M 25 este situat la aproximativ 2.000 de ani-lumină de Sistemul Solar, ceea ce, ținând cont de diametrul său aparent de 40 de minute de arc, conduce la o întindere totală a roiului de circa 23 de ani-lumină.